# Evangelisch-Lutherische Kirche (Essen)

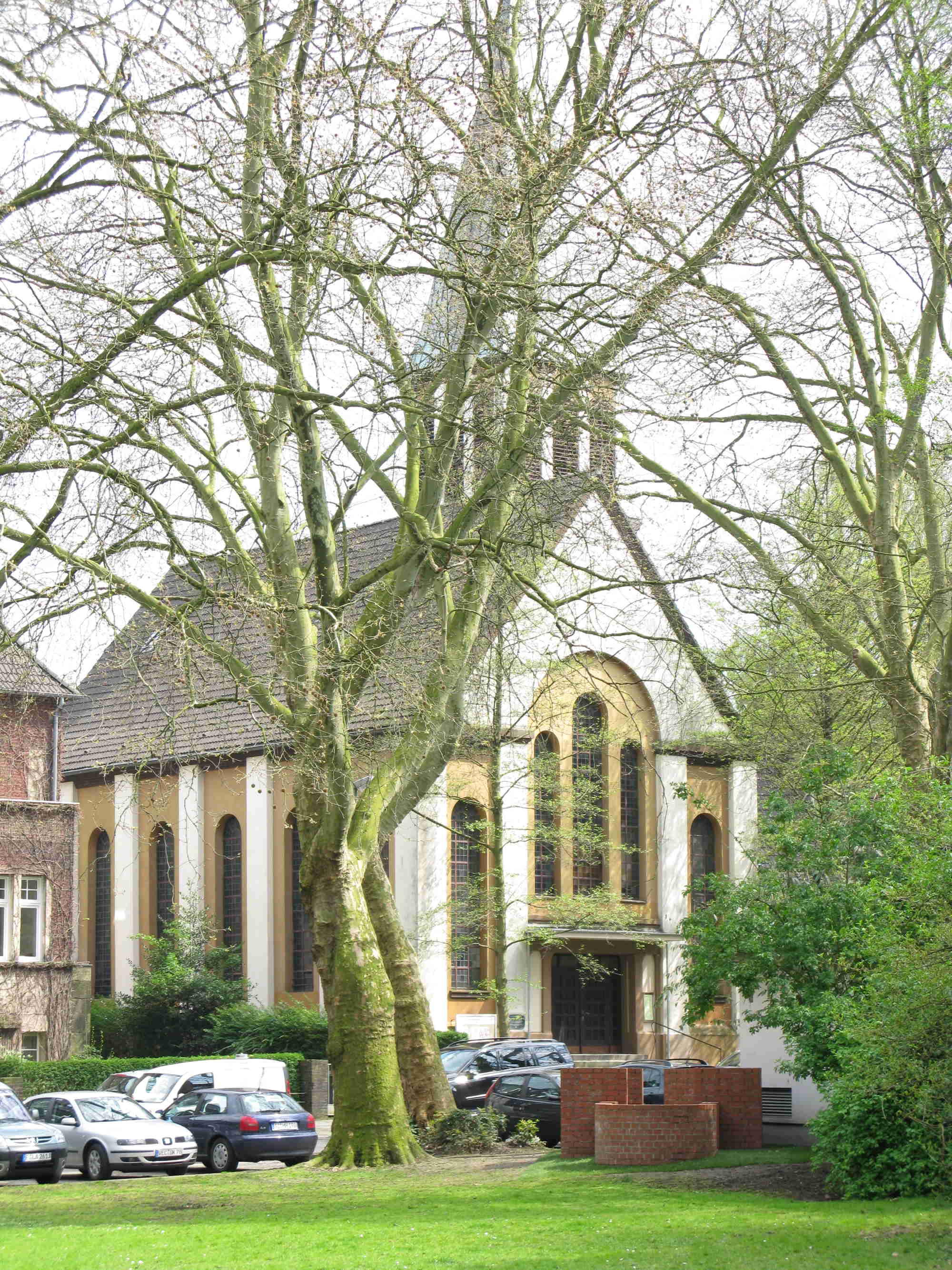
Evangelisch-lutherische Kirche Essen

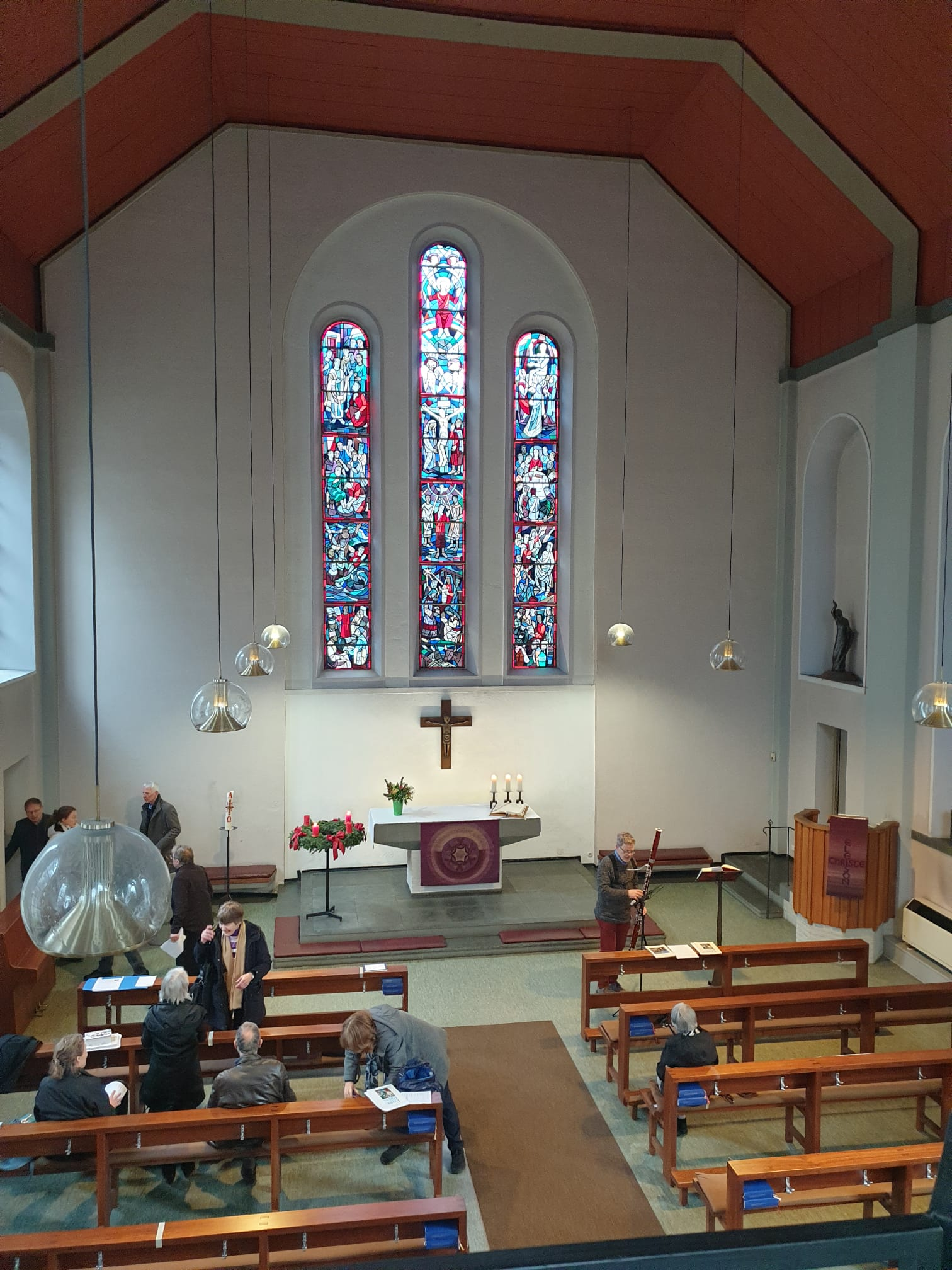
Blick zum Altar

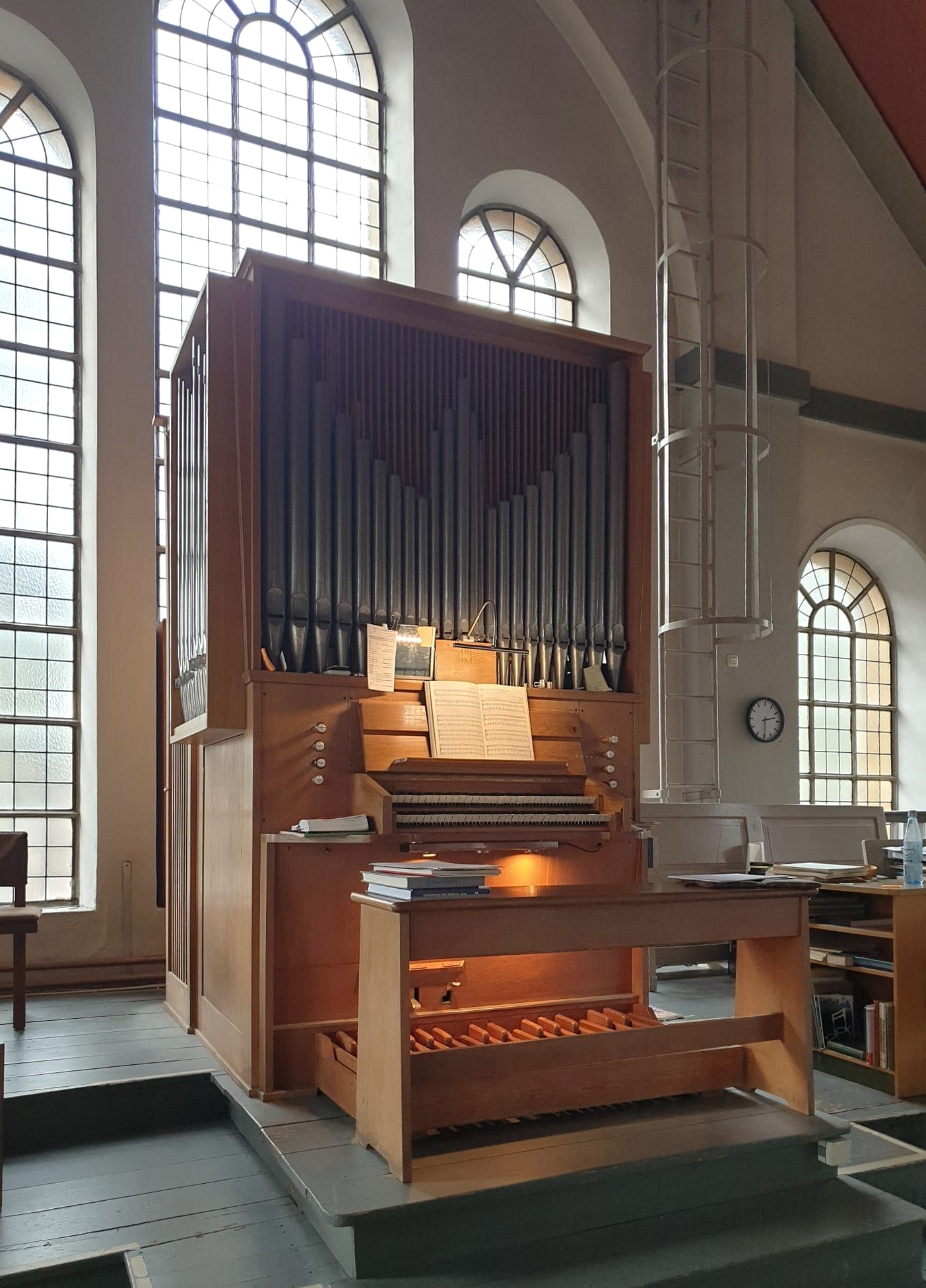
Die Walcker-Orgel von 1955

Die Evangelisch-lutherische Kirche, auch Altlutherische Kirche, ist ein 1909/10 errichtetes Kirchengebäude in Essen, Moltkeplatz 17/19. Sie gehört zum Kirchenbezirk Westfalen der Selbständigen Evangelisch-Lutherischen Kirche (SELK).

## Geschichte
Nach Gewährung der freien Religionsausübung im Königreich Preußen durch Friedrich Wilhelm IV. hatten sich die Altlutheraner, die sich der staatlich geforderten Union der lutherischen und reformierten Gemeinden zur Evangelischen Kirche in Preußen entzogen hatten, in Essen ab 1844 zu einer Gemeinde zusammengeschlossen, die ihre Gottesdienste zunächst in Privathäusern abhielt und 1861 vom Oberkirchencollegium in Breslau (OKC) als Predigtort anerkannt wurde. Im Oktober 1902 wurde die Pfarrei Essen/Bochum eingerichtet und der aus Essen gebürtige und zwischenzeitlich im westfälischen Schwenningdorf als Pastor tätige Johannes Ziemer mit ihrer Leitung betraut. Durch seine Initiative konnte die Gemeinde einen Bauplatz am zentralen Moltkeplatz des 1908 als Gartenstadt angelegten Moltkeviertels in Essen erwerben und im darauffolgenden Jahr mit dem Kirchenbau beginnen, der am 10. Juli 1910 geweiht wurde. Mit dem Bauprojekt wurde Otto Bartning beauftragt, in dessen umfangreichem Gesamtwerk die Essener Kirche das erste in Deutschland errichtete Kirchenbauwerk darstellt. Bei der Bombardierung von Essen im Zweiten Weltkrieg zerstört, war ihr Wiederaufbau als erste unter den zerstörten Kirchen Essens 1948 abgeschlossen. Anlässlich des hundertsten Jahrestags ihrer Einweihung wurde die Altlutherische Kirche im Kulturhauptstadtjahr 2010 zugleich zur Bartning-Kirche des Jahres erklärt. Die Orgel auf der Empore wurde 1955 durch die Firma E. F. Walcker & Cie. gebaut und 1990 durch Orgelbau Böttner erweitert.

## Architektur
Die Evangelisch-lutherische Kirche wurde von Bartning als rechteckige Saalkirche mit seitlich gesetztem campanileartigen Turmbau mit Pyramidenhelm gestaltet. Wie bei seinem unmittelbar zuvor entstandenen ersten Sakralbau, der Friedenskirche in Peggau in der Steiermark, sind die Umfassungsmauern durch Betonpfeiler mit zwischengeschalteten rundbogigen Fenstern, die Fassade durch ein Palladio-Motiv strukturiert, in das ein Portal sowie eine Dreiergruppe von Fenstern gesetzt sind. Der Kirchenraum ist heute anstelle des (wie in Peggau) ursprünglichen korbbogigen Tonnengewölbes durch eine trapezförmig in den Dachstuhl eingreifende Flachdecke geschlossen, anstelle der ursprünglichen durchfensterten Halbkreisapsis trat beim Wiederaufbau eine gerade Altarwand, die die Dreiergruppe von Fenstern der Fassade wiederholt. Das von Bartning nachträglich dem Kirchturm angebaute Pfarrhaus wurde in reduzierter Form wiederaufgebaut.